# Société Comores Bambao
Pour les articles homonymes, voir Bambao.
La société Coloniales Bambao puis société Comores Bambao est une société coloniale fondée vers 1907 sur l'île d'Anjouan par les planteurs Georges Boin et Alfred Ragoin en association avec l'industriel parfumeur grassois Georges Chiris à Anjouan.
En 1893, Boin et Ragouin acquièrent la propriété du sultan Abdallâh III. Chiris possédait le domaine Faymoreau de Kwambani à Mayotte.
Elle devient un des principaux producteurs mondiaux d'ylang-ylang. À partir de 1946, les parlementaires représentant le Territoire des Comores n'ont de cesse de demander des mesures visant à son démantèlement, en veillant cependant, à ne pas gêner leurs intérêts propres de planteurs. La société possède alors 46 % des terres de Grande Comore, 22 % de Mohéli, 37 % d'Anjouan et 15 % de Mayotte.

## Une croissance continue
La Société rachète petit à petit ses concurrents, mais toutes les terres ne sont pas exploitées. La pression démographique se faisant plus forte et les terres manquant, les populations cultivent de plus en plus ces terres, illégalement.
- Le 12 février 1900, acquisition du domaine de Jules Moquet, dans le Nyumakele à Anjouan ;
- En 1909, reprise à Mohéli de la concession Joseph Lambert par Humblot ;
- En 1921, la Bambao rachète le domaine de Patsy à Anjouan, créé par l'américain Wilson ;
- En 1923, la concession de Pomoni à Anjouan, créée par l'Anglais William Sunley ;
- En 1938, elle prend le contrôle de la Société agricole des Comores à la Grande Comore, société de Humblot devenue anonyme.
- En 1948, elle acquiert le domaine de Dzoumogné à Mayotte. La SCB occupe 25 % des terres cultivables de Mayotte soit environ 6 000 ha ;
- En 1951, l'administration la force à rétrocéder 15 000 ha, mais ces terres sont en majeure partie incultivables ;
- À partir de 1960, les plans d'ylang-ylang en Grande Comore ou de cocotiers à Mohéli ne sont pas renouvelés ;
- En 1974 (un an avant l'indépendance de 1975), la SCB ne possède plus que la moitié de ses possessions par rapport à la période de son acme.

## Une société contestée
La société est très mal perçue par les populations locales des Comores :
- pour s'accaparer la plupart des terres arables ;
- pour le travail forcé, même pour les enfants, s’apparentant à de l'esclavage ou les très bas salaires ;
- pour représenter la France, qui les a privées de leur souveraineté ;
- pour produire des biens destinés à l’export ;
- d'être un État dans l'État, le renvoi des fonctionnaires qui s'opposent à leur politique - comme le fut Charles-Henri Pobéguin - en est l'illustration[3].

Symbole de la colonisation, elle est démantelée à l'indépendance des Comores, en 1975. Tous les bâtiments agricoles, sportifs, administratifs et médicaux sont abandonnés et tombent en ruines quelques années plus tard.

### Images
- De nombreuses cartes postales mettant en scène ses exploitations ont été publiées.
- Le moyen métrage de 2009 de Denis Buttner « Bambao, reine des Comores », production AGAT Films et Cie[5]